# Rambo: Pierwsza krew
Rambo: Pierwsza krew (ang. First Blood) – powieść dreszczowiec autorstwa Davida Morrella z 1972.

## Treść
John Rambo, weteran wojny w Wietnamie powraca do Stanów Zjednoczonych. Teraz pragnie tylko spokoju i odpoczynku. W ojczyźnie za którą walczył, nie jest jednak traktowany jak bohater. Wędruje z miasta do miasta i gdziekolwiek się udaje, ludzie widzą w nim włóczęgę i przeganiają go. Pewnego dnia przybywa do miasta Madison w stanie Kentucky, gdzie zostaje poniżony przez miejscowego komendanta policji, Teasle'a. Tym razem Rambo nie wytrzymuje takiego traktowania i postanawia walczyć o swoją godność...
Powieść w Ameryce wywołała burzliwą dyskusję. Była potraktowana jako utwór rozrachunkowy. Ukazywała bez upiększeń sposób w jaki młodzi ludzie po powrocie z wojny byli traktowani w ojczyźnie. W 1982 doczekała się ekranizacji filmowej, w której główną rolę zagrał Sylvester Stallone.